# Església de les noces de Caná
L'Església de les Noces de Caná o simplement Església de les Noces (àrab: كنيسة الزفاف, Kanīsat az-Zifāf; hebreu: כנסיית החתונה‎) és el nom que rep un edifici religiós de l'Església Catòlica que es troba en la part central de la localitat de Kfar Kana, a Galilea, en el Districte del Nord d'Israel. Està dedicat a les noces i el seu nom commemora el miracle de transformar l'aigua en vi en les noces de Caná.
En el segle iv es va construir una sinagoga en el lloc, però en el període romà d'Orient, al voltant del segle, el temple va ser destruït. Una petita capella cristiana va ser establerta a prop, però per 1551 estava en ruïnes. En 1641 els franciscans de la Custòdia de Terra Santa van iniciar el procés d'adquisició de terres en el indret, això es va completar en 1879.
El 1901 es va construir l'actual façana, i el 30 de setembre de 1906, el bisbe Angelo Roncalli va consagrar l'altar. En la segona meitat dels anys 90 del segle xx, la Custòdia de Terra Santa va començar una àmplia renovació de l'Església. El 1997 es va dur a terme una exhaustiva recerca arqueològica, i es va completar la renovació completa de l'Església el 1999.

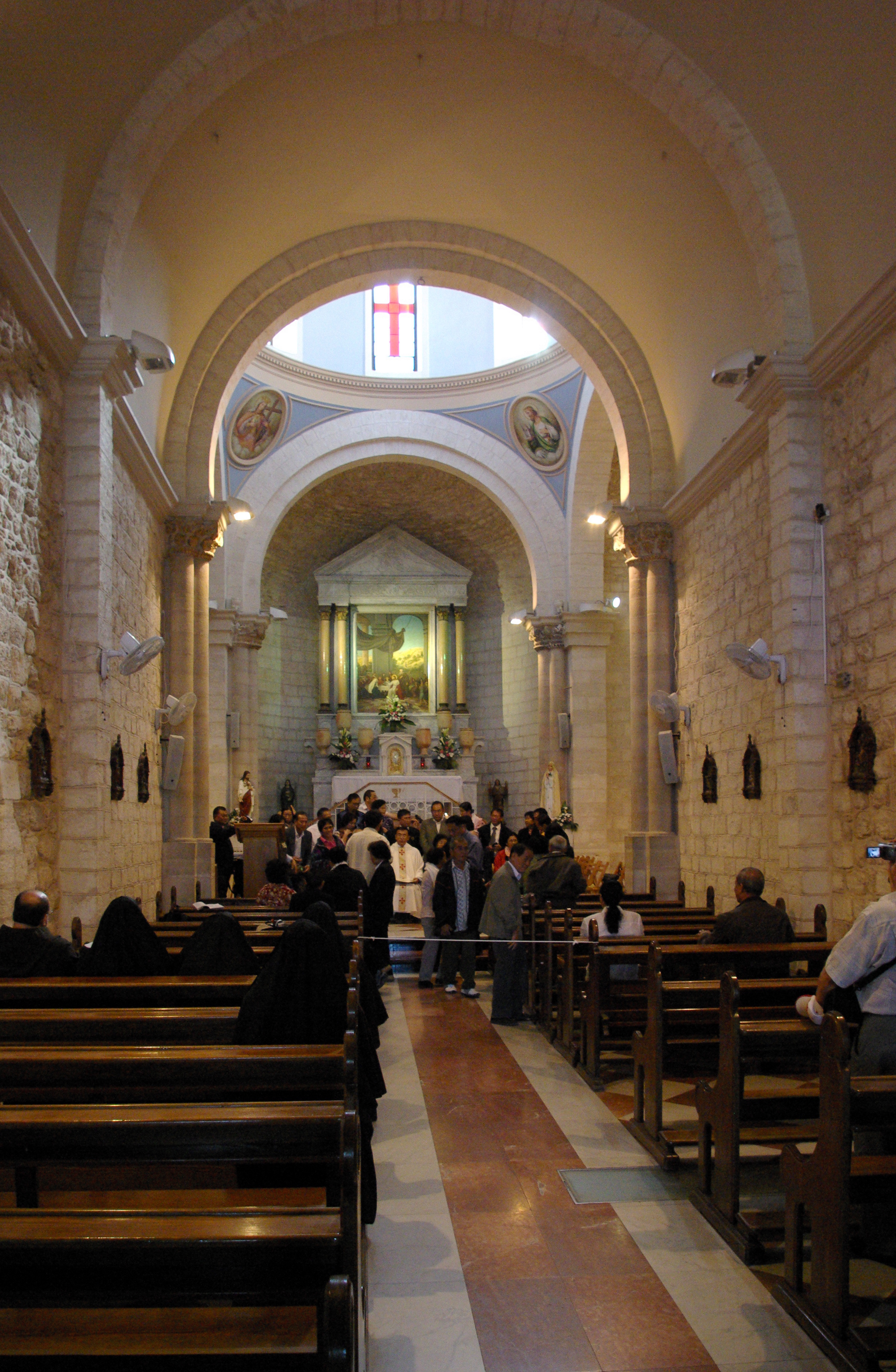
Vista interna